# Ferrari 348
De Ferrari 348 is een sportwagen van het Italiaanse merk Ferrari die van 1989 tot 1995 werd gemaakt. Deze strikte tweezitter met middengeplaatste motor werd in 1989 voorgesteld op de autosalon van Frankfurt. Hij volgde de 328 op en werd in 1995 zelf vervangen door de F355.

## 348 TB/TS
De lijnen van de 348 werden afgeleid uit de voorganger 328 met invloeden van de Testarossa. Opvallend is dat de radiatoren van de voorzijde naar de zijkanten werden verplaatst, net als bij de Testarossa. De 348 wordt daardoor vaak de kleine broer van de Testarossa genoemd. Het exterieur onderging verder niet veel wijzigingen. De grootste veranderingen waren onderhuids te vinden. Daar was een 3,4 l V8 geplaatst, gekoppeld aan een dwarsgeplaatste manuele vijfversnellingsbak. Deze motor leverde 300 pk af en gaf een topsnelheid van 275 km/u.

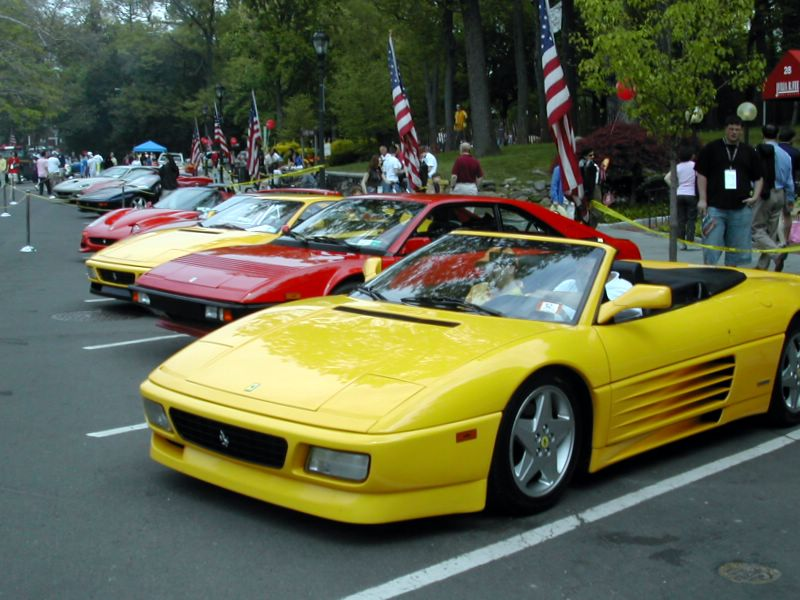
Ferrari 348 Spider

Al deze technische zaken zijn terug te vinden in de naam 348 TB/TS. 348 Staat voor de 3,4 l V8. T wijst op de dwarsgeplaatste versnellingsbak (Italiaans: Trasversale). De tweede letter staat voor de koetswerkstijl. B voor Berlinetta (coupé) en S voor Spider (targa). In totaal werden meer niet meer dan achtduizend 348's gebouwd; 2895 TB's, 4230 TS'sen en vanaf 1993 ook 1090 volledig open cabriolets. Die laatste was overigens de eerste volledig open
cabrio van Ferrari in meer dan twintig jaar. Verder kreeg de 348 in 1993 enkele subtiele wijzigingen waaronder meer vermogen. De motor leverde nu 320 pk met dezelfde cilinderinhoud. Deze gefacelifte modellen zijn herkenbaar aan hun aangepaste namen: 348 GTB/GTS. De Ferrari 348 is nog steeds het minst geproduceerde seriemodel hetwelk zijn exclusiviteit ten goede komt.
Hoewel de 348 goed verkocht werd en van een goede kwaliteit was, heeft hij een periode gekend dat hij minder aanzien genoot. Vanaf het einde van de crisis in 2017 echter stijgt het aanzien, in het kielzog van de Testarossa, met het jaar. De 348 wordt nu gezien als een "moderne" klassieker. Een auto die modern aan doet maar ook klassiek oogt. Het wordt gezien als de echt laatste klassieke Ferrari zonder moderne hulpmiddelen. Dit geeft hem ook de extra waarde die met het jaar stijgt. De 308, 328 en 348 zijn populaire beleggingsobjecten geworden.